# Tompa
Tompa je gradić u jugoistočnoj Mađarskoj.
Upravno pripada olaškoj mikroregiji u Bačko-kiškunskoj županiji.

## Zemljopisni položaj
Nalazi se u blizu granice s Vojvodinom. Zapadno je Milkut, Vinac i Kurjačara su sjeverozapadno, Salašica je sjeverno-sjeverozapadno, Kelebija je istočno-jugoistočno, Čikerija, Perleković, Aljmaš, Tataza i Matević su jugozapadno.

### Promet
Kroz Tompu prolazi državna cestovna prometnica br. 53.

## Upravna organizacija
Upravno pripada olaškoj mikroregiji u Bačko-kiškunskoj županiji. Poštanski broj je 6422. Upravno joj pripada Šarenac (mađ. Ciframajor) i Oborine. U Tompi djeluje jedinica hrvatske manjinske samouprave.

## Stanovništvo
2001. u Tompi živilo je 4875 stanovnika. Većina stanovnika su Mađari, a od manjina Srbi, Hrvati, Romi, Nijemci i Kinezi.